# Gonomyia (Leiponeura) rhadinostyla
Gonomyia (Leiponeura) rhadinostyla is een tweevleugelige uit de familie steltmuggen (Limoniidae). De soort komt voor in het Neotropisch gebied.